# Iteuthelaira chaetosa
Iteuthelaira chaetosa là một loài ruồi trong họ Tachinidae.